# Црква Узнешења Богородице Црнагорске
Црква Узнешења Богородице Црнагорске, се налази у насељеном месту Летница, на територији општине Витина, на Косову и Метохији. Представља непокретно културно добро као споменик културе.
Село Летница, средиште Летничке католичке жупе, на северним падинама Скопске Црне Горе, познато је још у средњем веку као рударско насеље, које се помиње као Монтенегро или Монтенегро ин Сервиа. Становништво, претежно из Далмације, подигло је 1584. године католичку цркву која је више пута обнављана, да би 1864. године на њеним темељима изградили нову цркву.
Коначно, на истом месту 1934. године подигнута је катедрала посвећена Св. Богородици са пратећим зградама школе и самостана. У цркви се чува дрвени кип Богородице са малим Христом и кип Св. Рока (крај 16. или почетак 17. века).

## Основ за упис у регистар
Решење Покрајинског завода за заштиту споменика културе у Приштини, бр. 245 од 27. марта 1968. Закон о заштити споменика културе (Сл. гласник СРС бр. 3/66 ).

## Римокатоличка пропаганда
Због јаког култа Богородице везаног за манастир Пресвете Богородице у селу Матејче, католичка црква је при покатоличавању православних у Летници и околини, створила култ Летничке Богородице, коју су назвали Карадачком Богородицом (Црном или Црногорском). Иван Јастребов је о томе писао да је у Горњој Морави живео латински (католички) спахија Вицковић, који је утицао да се тамошњи православци покатоличе. По Јастребову, један од украса његове куће био је и кип младе жене која у левој руци држи дете, а десна јој је положена на десном колену, у којој држи камену јабуку. Након његове смрти, та статуа је лежала до доласка Турака на отвореном пољу, а кад се то заборавило, католички попови су је удостојили велике почасти. У доба Јастребова, она се налазила у цркви летничкој, над олтаром изнутра, обучена са дететом у црквеној сукњи и са венцима на главама. Ранији католички попови, који су знали да је у Скопској Црној Гори била велика црква успења Богородице, а када су цркву у Летници присвојили, ставили су у њу овај кип и назвали је Карадачком Богородицом, уместо оне у селу Матејићу. Говорили су да је статуа долетела из Скопља. У доба Јастребова у 6 села Горње Мораве, са 225 кућа, живели су католици, а тадашњи бискуп је енергично радио да и околне православце покатоличи. Привлачио је многе да иду на поклоњење летничкој Богородици. Тада су и православни почели ићи у Летницу, где су примали благослов ревносног бискупа Фуљђенца Чарева.